# Jaka Štromajer
Jaka Štromajer (n. 27 iulie 1983, Domžale, Iugoslavia) este un fotbalist sloven care este în prezent liber de contract. De-a lungul carierei a evoluat la NK Domžale, FC Koper, NK Celje, NK Drava Ptuj, Pandurii dar și la Oțelul Galați.